# Земо Ґурґеніані
Земо Ґурґеніані (груз. ზემო გურგენიანი) — село в Грузії.
За даними перепису населення 2014 року в селі проживає 444 особи.